# Allenatori dei Vancouver Canucks

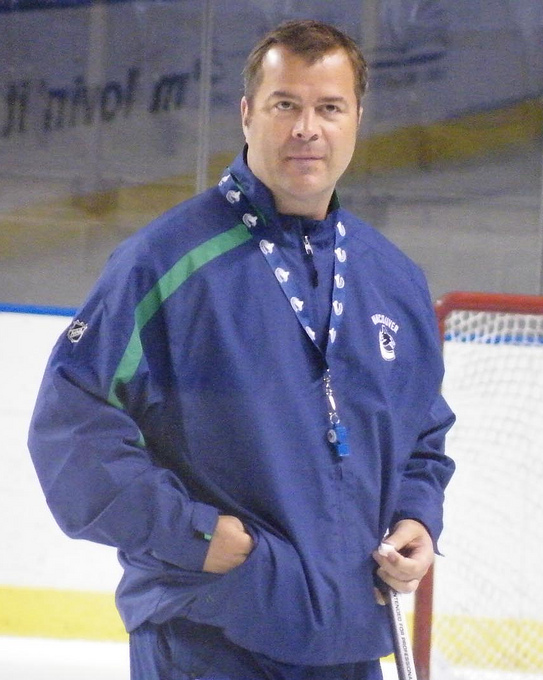
Alain Vigneault allenatore dei Canucks dal 2006 al 2013

Sono 18 gli allenatori ad avere avuto la conduzione tecnica dei Vancouver Canucks.
Il primo allenatore del franchigia è stato Hal Laycoe, che ha allenato i Canucks per le prime due stagioni. Alain Vigneault è l'allenatore che ha il maggior numero di presenze sulla panchina di  Vancouver con 540 partite disputate ed è anche quello che ha raccolto il maggior numero di punti tutti i tempi con 683 punti. Ha anche totalizzato il maggior numero di punti in una singola stagione con 117 punti nella stagione 2010-11. Bill LaForge, che ha allenato la squadra all'inizio della stagione 1984, è quello che ne ha raccolti di meno coi solo 10 Pts.
Roger Neilson è l'unico allenatore ad essere  inserito nella Hockey Hall of Fame ad aver allenato i Canucks. 
Pat Quinn e Vigneault sono i soli due allenatori a vincere il Jack Adams Award con il team.
Harry Neale è l'allenatore che è stato chiamato più volte a dirigere i Canucks con 3 volte (1978-1982; 1984; 1984-1985); seguito da Pat Quinn che fu chiamato 2 volte a dirigerli (1991-1994; 1996).

## Lista degli allenatori
- Hal Laycoe (1970-1972)
- Vic Stasiuk (1972-1973)
- Bill McCreary (1973-1974)
- Phil Maloney (1974-1977)
- Orland Kurtenbach (1977-1978)
- Harry Neale (1978-1982; 1984; 1984-1985)

- Roger Neilson (1982-1984)
- Bill LaForge (1984)
- Tom Watt (1985-1987)
- Bob McCammon (1987-1991)
- Pat Quinn (1991-1994; 1996)
- Rick Ley (1994-1996)

- Tom Renney (1996-1997)
- Mike Keenan (1997-1999)
- Marc Crawford (1999-2006)
- Alain Vigneault (2006-2013)
- John Tortorella (2013-2014)
- Willie Desjardins (2014-presente)

## Record

### Stagione regolare
Aggiornato alla stagione 2013-2014
- 540 - Alain Vigneault
- 529 - Marc Crawford
- 407 - Harry Neale

- 313 - Alain Vigneault
- 246 - Marc Crawford
- 142 - Harry Neale

- 683 - Alain Vigneault
- 586 - Marc Crawford
- 360 - Harry Neale

### Playoff
Aggiornato alla stagione 2013-2014
- 68 - Alain Vigneault
- 61 - Pat Quinn
- 31 - Marc Crawford

- 33 - Alain Vigneault
- 31 - Pat Quinn
- 12 - Marc Crawford
- 12 - Roger Neilson

## Riconoscimenti
- Pat Quinn (1991-92)
- Alain Vigneault (2010-11)

- Roger Neilson (2002)

- Pat Quinn (2014)

## Statistiche
Aggiornato alla stagione 2013-2014
|    | Nome              | periodo       | Stagione regolare | Stagione regolare | Stagione regolare | Stagione regolare | Stagione regolare | Stagione regolare | Playoff | Playoff | Playoff | Ref.   |
| PG | Nome              | periodo       | V                 | S                 | P                 | OT                | Pts.              | PG                | V       | P       |         | Ref.   |
| -- | ----------------- | ------------- | ----------------- | ----------------- | ----------------- | ----------------- | ----------------- | ----------------- | ------- | ------- | ------- | ------ |
| 1  | Hal Laycoe        | 1970-1972     | 156               | 44                | 96                | 16                | —                 | 104               | —       | —       | —       | [ 2 ]  |
| 2  | Vic Stasiuk       | 1972-1973     | 78                | 22                | 47                | 9                 | —                 | 53                | —       | —       | —       | [ 3 ]  |
| 3  | Bill McCreary     | 1973-1974     | 41                | 9                 | 25                | 7                 | —                 | 25                | —       | —       | —       | [ 4 ]  |
| 4  | Phil Maloney      | 1974-1977     | 232               | 95                | 105               | 32                | —                 | 222               | 7       | 1       | 6       | [ 5 ]  |
| 5  | Orland Kurtenbach | 1977-1978     | 125               | 36                | 62                | 27                | —                 | 99                | —       | —       | —       | [ 6 ]  |
| 6  | Harry Neale       | 1978-1982     | 315               | 106               | 144               | 65                | —                 | 177               | 10      | 2       | 8       | [ 7 ]  |
| 7  | Roger Neilson     | 1982-1984     | 133               | 51                | 61                | 21                | —                 | 123               | 21      | 12      | 9       | [ 8 ]  |
| —  | Harry Neale       | 1984          | 32                | 15                | 13                | 4                 | —                 | 34                | 4       | 1       | 3       | [ 7 ]  |
| 8  | Bill LaForge      | 1984          | 20                | 4                 | 14                | 2                 | —                 | 10                | —       | —       | —       | [ 9 ]  |
| —  | Harry Neale       | 1984-1985     | 60                | 21                | 32                | 7                 | —                 | 49                | —       | —       | —       | [ 7 ]  |
| 9  | Tom Watt          | 1985-1987     | 160               | 52                | 87                | 21                | —                 | 125               | 3       | 0       | 3       | [ 10 ] |
| 10 | Bob McCammon      | 1987-1991     | 294               | 102               | 156               | 36                | —                 | 240               | 7       | 3       | 4       | [ 11 ] |
| 11 | Pat Quinn         | 1991-1994     | 274               | 138               | 108               | 28                | —                 | 304               | 55      | 29      | 26      | [ 12 ] |
| 12 | Rick Ley          | 1994-1996     | 124               | 47                | 50                | 27                | —                 | 121               | 11      | 4       | 7       | [ 13 ] |
| —  | Pat Quinn         | 1996          | 6                 | 3                 | 3                 | 0                 | —                 | 6                 | 6       | 2       | 4       | [ 12 ] |
| 13 | Tom Renney        | 1996-1997     | 101               | 39                | 53                | 9                 | —                 | 87                | —       | —       | —       | [ 14 ] |
| 14 | Mike Keenan       | 1997-1999     | 108               | 36                | 54                | 18                | —                 | 90                | —       | —       | —       | [ 15 ] |
| 15 | Marc Crawford     | 1999-2006     | 529               | 246               | 189               | 62                | 32                | 586               | 27      | 12      | 15      | [ 16 ] |
| 16 | Alain Vigneault   | 2006-2013     | 540               | 313               | 170               | —                 | 57                | 683               | 68      | 33      | 35      | [ 17 ] |
| 17 | John Tortorella   | 2013-2014     | 82                | 36                | 35                | —                 | 11                | 83                | —       | —       | —       | [ 18 ] |
| 18 | Willie Desjardins | 2014-presente | 218               | 103               | 91                | —                 | 24                | 230               | 6       | 2       | 4       | [ 19 ] |